# TT165

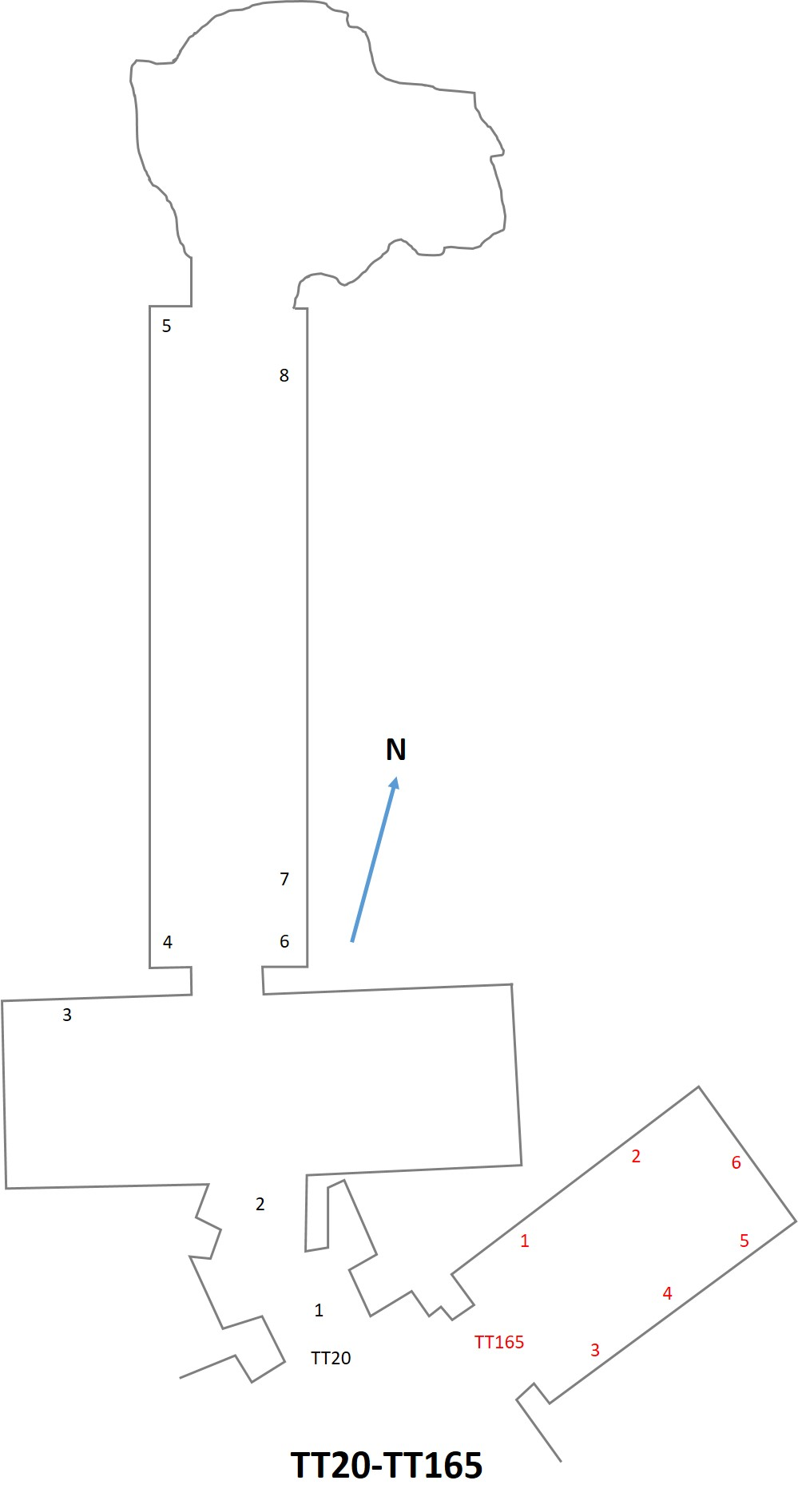
Plan der Grabkapelle

Das Grab TT165 (TT steht für Theban Tomb, thebanisches Grab) befindet sich in der Nekropole von Theben beim heutigen Luxor. Es gehört dem Goldschmied Nehemaway, der in der 18. Dynastie lebte.
Die Grabkapelle besteht aus einer einfachen kleinen Kammer, die mit Wandmalereien dekoriert ist. Die Wandmalereien sind nicht gut erhalten. Auf der linken (Nord)-Wand sieht man den Toten beim Opfer. Auf derselben Wand befinden sich Reste einer Bankettszene. Auf der Wand gegenüber sind zwei Männer dargestellt, die dem Toten ein Wasser- und ein Stoffopfer reichen. Der Hauptteil der Wand zeigt den Grabherren mit seiner Familie bei der Jagd in den Marschen. Ganz links auf der Wand befinden sich zwei Register. Im oberen Register sieht man den Grabherren mit seiner Frau (?) vor einem Opfertisch. Vor ihnen steht ein Mann, der Opfergaben bringt. Im unteren Register sieht man den Grabherrn alleine, wie er wiederum vor einem Opfertisch sitzt. An der Kurzseite der Kapelle sieht man schließlich Rituale an der Mumie. Die Wand ist nur schlecht erhalten.